# Aviron Bayonnais FC
Aviron Bayonnais Football Club är en fransk fotbollsklubb grundad 1935. Klubben kommer från Bayonne i Lapurdi i Baskien. Klubben har spelat sex säsonger i Championnat National, senast 2011/2012. Klubben var också i 1/8-final i franska cupen 2004 där Paris SG blev för svåra.
Den mest kända spelaren med rötter i klubben är Didier Deschamps med 103 landskamper för Frankrike och som säsongen 2009 tränade Olympique de Marseille. Dessutom har Christian Sarramagna spelat 4 landskamper för Frankrike. Han har dessutom under sin tränarkarriär varit förbundskapten i Mali.
De spelar sina hemmamatcher Stade Didier Deschamps i Bayonne, med en kapacitet på 3 500 åskådare.
Aviron Bayonnais (ordet 'Aviron' betyder egentligen rodd) grundades egentligen 1904 med ett rugbylag (L'Aviron bayonnais rugby pro). Rugbylaget har varit mer framgångsrikt än fotbollslaget, och har bland annat vunnit det franska rugbymästerskapet 1913, 1934 och 1943.